# Transporte de passageiros por aplicativos

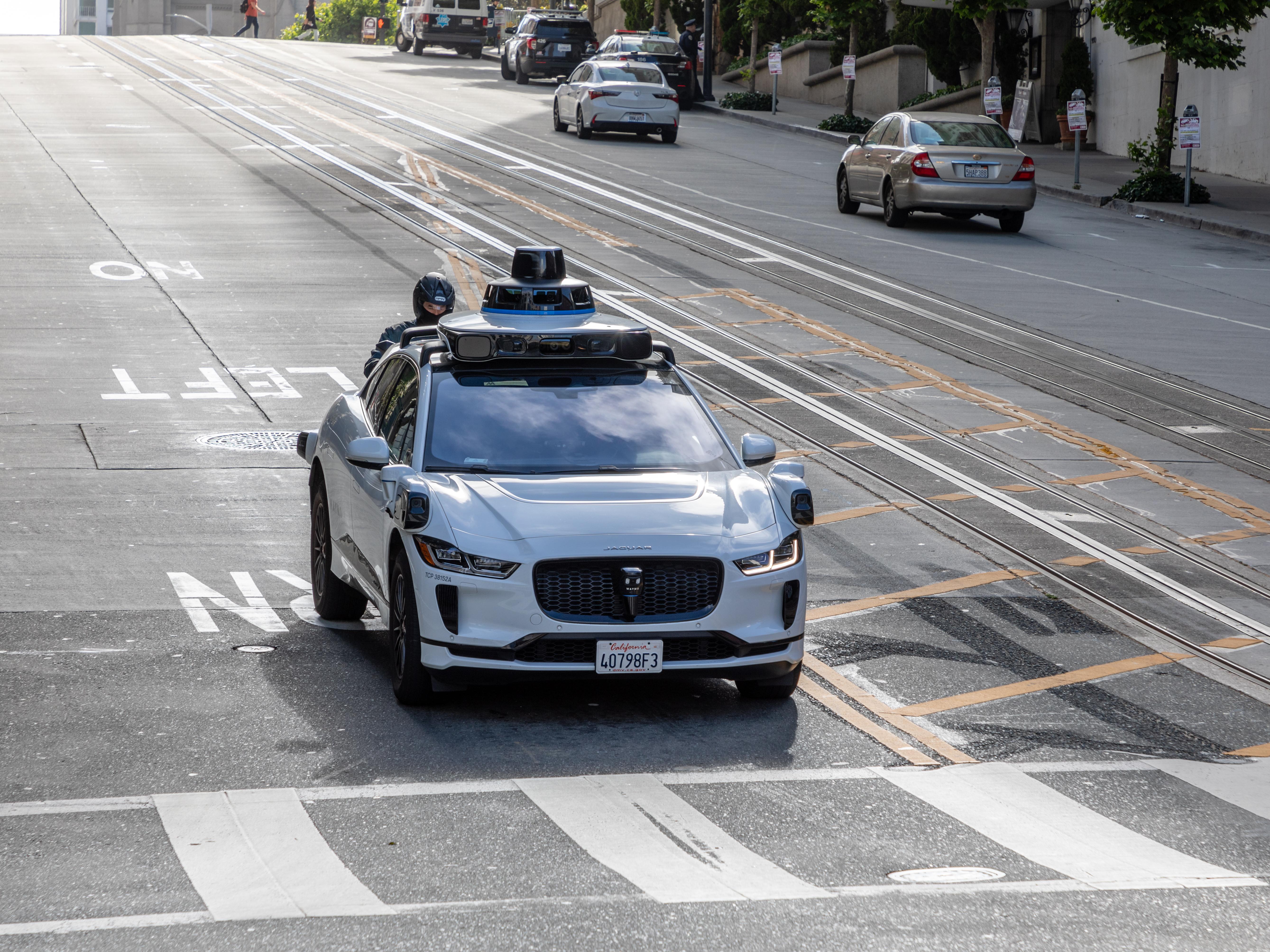
Veículo autônomo de transporte por aplicativo da Waymo em São Francisco, Califórnia

Os serviços de transporte de passageiros por aplicativos (português brasileiro) ou aplicações (português europeu), também conhecidos como táxi por aplicativo, carona remunerada ou TVDE em Portugal, combinam passageiros com motoristas que, ao contrário dos táxis, não podem ser legalmente chamados em via pública.
A legalidade das empresas de compartilhamento de viagens varia de acordo com a jurisdição; em algumas áreas, elas são consideradas operações ilegais de táxi, enquanto em outras áreas, estão sujeitas a regulamentações que podem incluir requisitos para verificação de antecedentes dos motoristas, tarifas, limites para o número de motoristas em uma área, seguro, licenciamento e salário mínimo.
No Brasil, o serviço foi regulamentado pela Lei º 13.640/18 e concedeu aos municípios o poder de regular o uso dos aplicativos de transporte. A iniciativa de regulação da matéria acabou por dar um exemplo de como atividades econômicas disruptivas se estruturam primeiro e só então o poder público organiza as relações jurídicas.

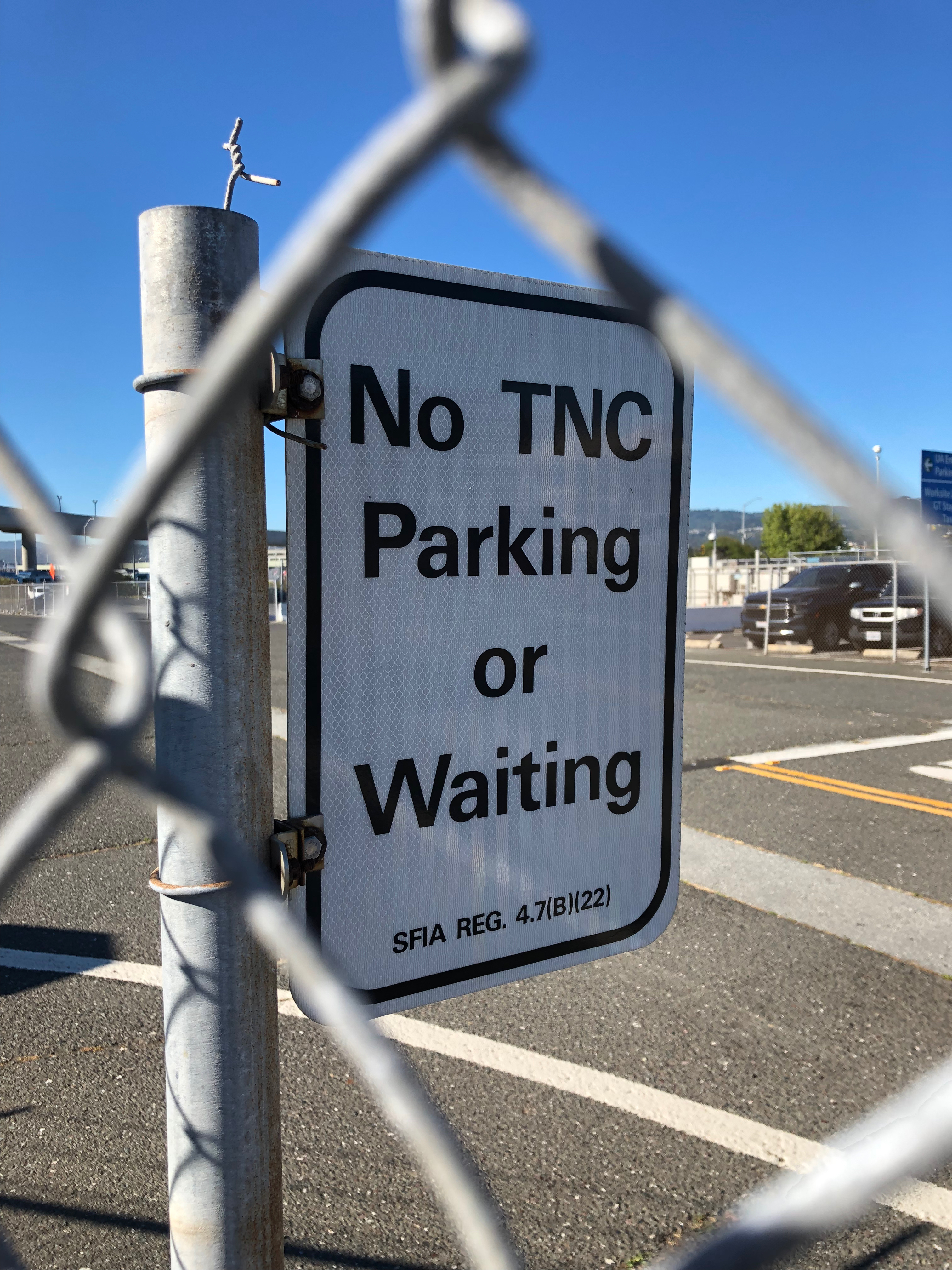
Os aeroportos da Califórnia regulamentam onde os veículos de transporte por aplicativo podem pegar passageiros

## Terminologia
Embora o termo "ridesharing" seja usado por muitas fontes de notícias internacionais, em janeiro de 2015, o Associated Press Stylebook, a autoridade que define muitos dos padrões gramaticais e de uso de palavras do setor de notícias, adotou oficialmente o termo "ridehailing" para descrever os serviços oferecidos por essas empresas, alegando que "ridesharing" não descreve com precisão os serviços, pois nem todas as caronas são compartilhadas, e "ride-sourcing" só é preciso quando os motoristas fornecem caronas para obter renda. Embora a Associated Press tenha recomendado o uso de "ride-hailing" como termo, ela observou que, ao contrário dos táxis, as empresas de compartilhamento de carona não podem pegar carona na rua.
O termo "ridesharing" também foi definido para se referir a carona solidária ou transporte compartilhado sob demanda, enquanto "ridehailing" foi definido como a contratação de um motorista particular para transporte pessoal.
As empresas de partilha de boleias foram fundadas após a difusão da Internet e das aplicações móveis: A Uber foi fundada em 2009, A Ola Cabs foi fundada em 2010, a Yandex Taxi foi lançada em 2011, A Sidecar foi lançada em 2011, A Lyft foi lançada em 2012, A DiDi foi lançada em 2012. em 2012, a Careem começou em 2012, a Bolt foi fundada em 2013, e a Free Now foi fundada em 2019. Na década de 2020, várias empresas começaram a oferecer viagens em táxis autónomos.
Estudos demonstraram que as empresas de partilha de automóveis criaram postos de trabalho adicionais e aumentaram a eficiência dos condutores de veículos de aluguer através de algoritmos avançados que emparelham passageiros e condutores. São constantemente criticados por procurarem classificar os condutores como contratantes independentes, o que lhes permite não oferecer aos trabalhadores as protecções que deveriam ter oferecido aos empregados.

## História
A partilha de boleias tornou-se popular em meados dos anos 70 devido à crise petrolífera de 1973 e à crise energética de 1979. As primeiras deslocações conjuntas de trabalhadores foram organizadas na Chrysler e na 3M.
Na década de 1990, a partilha de boleias era popular entre os estudantes universitários, onde havia poucos lugares de estacionamento nos campi. Foi explorada a possibilidade de um maior desenvolvimento da partilha de automóveis, embora na altura as tecnologias integradas ainda não estivessem disponíveis comercialmente.
Em 2009, a Uber foi fundada como Ubercab por Garrett Camp, programador e cofundador do StumbleUpon, e Travis Kalanick, que vendeu a sua empresa Red Swoosh por 19 milhões de dólares em 2007.
A Sidecar foi lançada em 2011; o seu fundador, Sunil Paul, patenteou a ideia de chamar um táxi através de uma aplicação móvel em 2002.